# Pietro Giovanni Guarneri
Pietro Giovanni Guarneri (auch Pietro Guarneri I, Pietro Guarneri von Mantua und Petrus Guarnerius, * 18. Februar 1655 in Cremona; † 26. März 1720 in Mantua) war ein italienischer Geigenbauer aus der Cremoneser Geigenbauerdynastie Guarneri. Er ist der älteste Sohn und Schüler von Andrea Guarneri, dem Begründer dieser Dynastie.
Pietro Giovanni Guarneri arbeitete anfangs in Cremona, später in Mantua. Dort war er auch als Violinist in der Hofkapelle von Herzog Ferdinand Karl tätig. „Seinen Instrumenten, die geschätzt werden, fehlt das Brilliante.“